# József Úrményi
József Úrményi, niem. Joseph Freiherr von Úrményi (ur. 6 grudnia 1741 w Ürmény, zm. 8 czerwca 1825 w Vál) – węgierski ziemianin, zarządca węgierskich komitatów i współtwórca reformy oświatowej na Węgrzech. Gubernator Galicji.

## Życie
Otrzymał staranne wykształcenie domowe, jego wychowawcą był były jezuita János Molnár (1728–1804). Ukończył szkołę średnią, a potem studia w Nagyszombat (ob. Trnava). Następnie studiował prawo austriackie w Wiedniu i prawo węgierskie w instytucie Foglár w Egerze. Po ukończeniu studiów rozpoczął karierę urzędniczą w służbie monarchii habsburskiej. Od 1766 był urzędnikiem prokuratury królestwa Węgier, w 1769 został mianowany sędzią sądu (proto-notariusz). W 1773 został przeniesiony do izby sądowej jako urzędnik, a w 1774 do kancelarii węgierskiej. Po kasacie zakonu jezuitów w 1777 roku cesarzowa i królowa Maria Teresa zleciła mu wraz Danielem Tersztyańskim (1730-1800) zbudowanie nowego systemu edukacyjnego na Węgrzech – program tej reformy został przedstawiony w dekrecie Ratio Educationis z 1777 roku. Reformę tę sfinansowano z utworzonego ze sprzedaży majątków zakonu jezuitów specjalnego funduszu w wysokości trzech milionów guldenów. Przeniesiono wówczas uniwersytet z Tyrnau do Ofen. Następnie był zarządcą komitatu Pest-Pilis-Solt-Kiskun (1780), Bihar (1782), Nyitra (1783). W latach 1786–1788 uczestniczył w przeprowadzonej przez cesarza i króla Józefa II reformie podatkowej. W tym okresie był skarbnikiem izby sądowej. Następnie ponownie zarządcą komitatu Pest-Pilis-Solt-Kiskun (1790), a następnie komitatu Bács-Bodrog (1790-1800). Gubernator Galicji (sierpień 1801 – lipiec 1806). W 1803 r. w raporcie do cesarza austriackiego Franciszka zaproponował zawieszenie funkcjonowania Uniwersytetu Lwowskiego, z powodu braku funduszy. Ponadto uważał, że Lwów ma zbyt „dużą ilość pokus i rozrywek, co przeszkadza studentom w studiowaniu”. Po rozpatrzeniu sprawy przez specjalną komisję postanowiono zamknąć placówkę we Lwowie i przenieść uczelnię do Krakowa. Przyczynił się do remontu dróg w Galicji, budowy infrastruktury publicznej i złagodzenia ucisku ludności przez władze. 14 lipca 1792 roku wziął udział w koronacji we Frankfurcie cesarza Franciszka II. W 1806 podniesiony do godności barona i mianowany głównym sędzią Królestwa Węgier. Rektor uniwersytetu w Peszczie (1806-1825). W 1825 na krótko przed śmiercią przeszedł na emeryturę.

## Odznaczony
Krzyż Komandorski Orderu Świętego Stefana (1808)

## Rodzina
Potomek starej rodziny węgierskiej, notowanej od XV wieku. Syn kanclerza węgierskiego Stephana Úrményi z małżeństwa z Barbarą z domu Moszticzky. Mieli kilkoro dzieci m.in. ziemianina i szambelana Miksę (1775-1836), gubernatora Fiume Ferenca (1780-1858), kapitana armii węgierskiej Vinca (1785-1814), urzędnika Imre (1790-1822). 